# Морен, Жан (библеист)
Жан Морен или Иоанус Моринус (фр. Jean Morin, лат. Joannes Morinus; 1591, Блуа — 28 февраля 1659, Париж) — французский католический богослов, библеист, иеромонах. Провёл крупные исследования истории ранней христианской церкви.

## Биография
Родился в семье кальвинистов. Изучал латынь и греческий язык в семинарии г. Ла-Рошель, затем продолжил учёбу в университете Лейдена, позже переехал в Париж.
После перехода в католическую церковь вступил в Ораторианский орден Иисуса. В 1619 году был рукоположен .
В 1625 году, сопровождая Генриетту Марию Французскую,
посетил Англию. В 1640 году посетил Рим по приглашению Папы Урбана VIII ,, который принял его с особой милостью. Просил Папу об объединении римских и восточных церквей. Вскоре, однако, он был отозван в Париж кардиналом Ришельё. Последующая часть его жизни была посвящена непрерывному литературному труду.

## Творческая деятельность
Известен своей библейской и критической работой. Своим редактированием самаритянского Пятикнижия и Таргума в Парижской Полиглотте первый дал импульс к изучению этого диалекта в Европе, который он самостоятельно создал путём изучения рукописей, недавно привезенных в Европа.
С 1629 по 1645 Жан Морен публиковал «Полиглотту», включавшую текст самарянского Пятикнижия. В первом томе было помещено краткое предисловие, написанное Мореном, из которого следует, что составители Полиглотты считали самаритянский текст старше масоретского, а таргумы предпочитались Танаху из-за их мессианской направленности, которая отличалась от еврейского текста.
Сравнивая Масоретский текст с Септуагинтой, Морен утверждал, что еврейский текст безнадежно испорчен и издателям следует ориентироваться только на Септуагинту и Вульгату. Три века спустя, благодаря находкам в Кумране, выяснилось, что разночтения, которые Морен объяснял порчей, связаны с различными рукописными традициями, существовавшими в древности.

## Избранные труды
- Histoire de la délivrance de l'Église par l’empereur Constantin, et de la grandeur et souveraineté temporelle donnée à l'Église romaine par les rois de France, Paris, 1630.
- Commentarius historicus de disciplina in administratione sacramenti Poenitentiae tredecim primis seculis in ecclesia occidentali, et huc usque in orientali observata, in decem libros distinctus, Henri Fricx, Bruxelles, 1685. (1re éd. à Paris en 1651).
- Antiquitates Ecclesiae Orientalis, Clarissimorum Virorum… Dissertationibus Epistolicis enucleatae; Nunc ex Ipsis Autographis Editae., Geo. Wells, Londres 1682. Publié par Richard Simon.
- Commentarius de sacris Ecclesiae ordinationibus secundum antiquos et recentiores Latinos, Graecos, Syros et Babylonios in tres partes distinctus, 1reéd. en 1655, 2e éd. à Amsterdam en 1695.
- Exercitationes ecclesiastiae in utrumque Samaritorium Pentateuchum (Parigi, 1631), in cui egli sosteneva che il testo samaritano e la Septuaginta dovevano essere preferiti al testo ebraico, una posizione che ha di nuovo nei seguenti lavori: «Exercitationes biblicae de Hebraei Graecique textus sinceritate . . .» (Parigi, 1663,1669, 1686);
- «Commentarius historicus de disciplina in administratione sacramenti Poenitentiae XIII primus saeculis» (Paris, 1651);
- «Commentarius sacris Ecclesiae ordinationibus» (Parigi, 1655, Anversa, 1695; Roma, 1751).